# Леонтьев, Константин Михайлович (1849)
Константин Михайлович Леонтьев (29 апреля 1849, Тотьма, Вологодская губерния — 14 мая 1904, Ялта) — русский врач, профессор судебной медицины. Педагог, доктор медицины (1885), профессор.

## Биография
Окончив гимназию в Уфе, уехал в Казань, где поступил в университет на медицинский факультет.
В 1875 году окончил Казанский университет. Был оставлен при университете на кафедре судебной медицины и по ходатайству И. М. Гвоздёва принят сверхштатным помощником прозектора на кафедру судебной медицины, затем — прозектором.
С 1878 находился на военно-медицинской службе, был направлен в действующую армию на Кавказ.
Работал (с перерывами): в 1895—1903 годах — заведующий кафедрой судебной медицины Казанского университета,
- с 1895 — экстраординарным профессором университета,
- с 1899 — ординарным профессором кафедры судебной медицины, одновременно с 1895 был секретарём медицинского факультета Казанского университета.

В связи с ухудшением здоровья в 1903 году он был вынужден оставить работу, жил в Ялте. Умер от рака желудка в мае 1904 года. После отпевания в Соборе Святого Александра Невского был похоронен на Аутском кладбище в Ялте.

## Научная деятельность
Занимался исследованием асфиксии. Впервые установил, что алкоголь и морфий вызывают замедление асфиктического процесса. Прогрессивный характер деятельности К. М. Леонтьева нашёл свое отражение в отношении к экспертизе по, так называемому, делу мултанских вотяков, обвинявшихся царской охранкой в ритуальном убийстве. В работе «Судебно-медицинская экспертиза по мултанскому делу» (1897) казанский судебный медик публично разоблачил «данные» официальной экспертизы, доказав всю её несостоятельность.
Кроме научно-педагогической деятельности, «в высокой степени симпатичной чертой К. М. Леонтьева являлась его долголетняя, неутомимая и полная отзывчивость энергии деятельности на пользу улучшения материальной стороны жизни казанского студенчества, проявлявшаяся им в качестве члена правления и казначея общества вспомоществования недостаточным студентам. Почти все хлопоты по устройству студенческих вечеров, спектаклей, концертов и т. п. выпадали на его долю… К. М. Леонтьев явился таким же неутомимым тружеником и в деле устройства и направления деятельности дешевой студенческой столовой, основанной в память проф. Н. А. Виноградова».
Отдал много сил и энергии повышению качества преподавания судебной медицины, общественной деятельности, будучи членом правления и казначеем Общества помощи недостаточным студентам. Поддерживал новые начинания в разработке практических вопросов, участвовал в заседаниях Общества врачей Казани, вёл большую общественную работу по популяризации судебно-медицинских знаний.

## Избранные работы
- «Очерк судебно-медицинских исследований» / Дневник Казанского общества врачей. 1880
- «Влияние алкоголя и морфия на продолжительность асфиктического процесса» (Казань, 1885)
- «Судебно-медицинская экспертиза по мултанскому делу» (1897)
- «Случай самопроизвольного разрыва сердца» / Протоколы Казанского общества врачей. (1889)
- «О неудовлетворительности постановки преподавания судебной медицины» / Материалы 7-го съезда врачей в память Н. Пирогова. (Казань, 1899).